# Paolo delle Piane
Paolo delle Piane (ur. 1 maja 1964 w Bolonii) – włoski kierowca wyścigowy.

## Kariera
Piane rozpoczął karierę w wyścigach samochodowych w 1982 roku od startów we  Włoskiej Formule 3, gdzie jednak nie zdobywał punktów. W późniejszych latach pojawiał się także w stawce Formuły 3000, Brytyjskiej Formuły 3000, Formuła 3000 World Cup, Campionato Italiano Velocita Turismo oraz Spanish Touring Car Championship.
W Formule 3000 Włoch startował w latach 1990-1994. Jedynie w 1993 roku zdobywał punkty. Z dorobkiem dwóch punktów uplasował się na siedemnastej pozycji w końcowej klasyfikacji kierowców.